# Michel Cornelisse
Michel Cornelisse (Amsterdam, 24 de desembre de 1965) va ser un ciclista neerlandès, que fou professional entre 1987 i el 2000. Del seu palmarès destaca la victòria a la Volta a Luxemburg de 1989. Un cop retirat, s'ha dedicat a la direcció esportiva de diferents equips.
És fill del també ciclista Henk Cornelisse.

## Palmarès
- 1985
  - 1r a la Gant-Staden
- 1986
  - Vencedor d'una etapa de la Volta a la província de Lieja
  - Vencedor d'una etapa de la Volta a les Valls Mineres
- 1987
  - 1r a la Ster van Zwolle
- 1988
  - 1r al Circuit de les Ardenes flamenques-Ichtegem
- 1989
  - 1r a la Volta a Luxemburg
- 1991
  - 1r al Gran Premi del 1r de maig-Premi d'honor Vic de Bruyne
  - 1r al Gran Premi Stad Sint-Niklaas
- 1992
  - 1r a la Fletxa costanera
  - Vencedor d'una etapa de la Volta a Suècia
  - Vencedor d'una etapa del Tour del Mediterrani
- 1993
  - 1r a la Nokere Koerse
  - 1r a la Fletxa costanera
  - 1r a la Ster van Zwolle
  - 1r a la Gullegem Koerse
- 1996
  - 1r al Gran Premi del 1r de maig-Premi d'honor Vic de Bruyne
  - 1r a la Gullegem Koerse
  - Vencedor d'una etapa de la Volta a Àustria
- 1997
  - Vencedor de 2 etapes del Teleflex Tour